# Rue de Jérusalem (Schaerbeek)
Pour les articles homonymes, voir Rue de Jérusalem.
La rue de Jérusalem (en néerlandais : Jeruzalemstraat) est une rue bruxelloise de la commune de Schaerbeek qui va de la chaussée de Haecht à l'avenue Louis Bertrand en passant par la rue Ernest Laude, la place de Houffalize et la rue Teniers.
La numérotation des habitations va de 1 à 101 pour le côté impair et de 2 à 66 pour le côté pair.

## Origine du nom de la rue
La rue tire son nom d'une ancienne auberge, herberghe Jerusalem, déjà mentionnée au XVIIe siècle, située au carrefour de la chaussée de Haecht et de la rue de Jérusalem. Un café portant ce nom existait encore au XXe siècle. Il fut démoli en 1964. De la place de Houffalize jusqu'à la chaussée de Haecht, la rue de Jérusalem correspond à l'ancien cours du Maelbeek. Au carrefour de la rue de Jérusalem et de la chaussée de Haecht se trouvait au Moyen Âge un des plus anciens noyaux d'habitation de la commune, le hameau nommé Voorde. Comme le nom l'indique en néerlandais, l'endroit correspondait alors à un gué du Maelbeek. Précédemment, la rue s'appelait rue du Leybeek et rue du Ruisseau.

## Adresses notables
- nos 56-58 : Piscine Neptunium

## Piscine Neptunium
Localisation : 50° 51′ 56″ N, 4° 22′ 42″ E
La piscine communale de Schaerbeek, le Neptunium, conçue par l'architecte Laurent Senterre, a été inaugurée en 1953.
De style « paquebot », le bâtiment est un exemple d'architecture moderniste des années 1950. Il a été agrandi en 1957 et entièrement rénové en 1995-96. Le bâtiment abrite diverses œuvres d'art : une mosaïque de l'artiste schaerbeekois Géo De Vlamynck, les Sirènes  de Stan Hensen et l'Otarie de René Harvent.
Au second étage se trouve un très beau gymnase de 26 m sur 8.
Avec son bassin de 33,33 m sur 18, la piscine répondait aux normes olympiques de l'époque. Elle possède également un petit bassin de 18 m sur 8, un toboggan et une zone de détente (jacuzzi, sauna, bain turc et solarium). 82 cabines individuelles pour dames, 88 cabines individuelles pour hommes et 100 cabines de passages pour hommes sont réparties tout autour de la piscine. La qualité de l'eau est garantie grâce à l'usage de la technologie de filtrage à l'ozone.
Depuis mi-2017, elle subit de gros travaux de rénovation qui devaient, à l’origine, durer 18 mois. À la suite de divers retards sur le chantier, elle devrait rouvrir au printemps 2021.